# Backgammon (film)
Backgammon er en dansk film fra 2015, instrueret af Danny Thykær.

## Medvirkende
- Danny Thykær som Erik
- Sofia Lever som Maya
- Maja Muhlack som Kristine
- Dan Zahle som Thomas
- Thomas Chaanhing som Advokat
- Laura Kamis Vrang som Skoleinspektør
- Adam Fischer som Ung spiller
- Carl Emil Lohmann som Erik som barn

## Eksterne Henvisninger
- Backgammon på Internet Movie Database (engelsk)
- Backgammon på Filmdatabasen
- Backgammon på danskfilmogtv.dk
- Backgammon på Scope
- Backgammon på The Movie Database (engelsk)